# Marc-Antoine Hersan
Marc-Antoine Hersan, né en 1649 à Compiègne (Oise) et mort en 1724 à Compiègne était un prêtre français, professeur de l’Université de Paris, titulaire de la chaire d’Éloquence du Collège Royal et fondateur d’une école pour les enfants pauvres de sa ville natale.

## Biographie
Marc-Antoine Hersan a été baptisé le 31 janvier 1649 dans l’Église Saint-Antoine (Compiègne). Son père Charles Hersan, âgé de 48 ans, était originaire de Chevrières (Oise) et exerçait la profession de chirurgien. Il avait épousé en 1626, Catherine Lejeune, née à Remy (Oise). Ils avaient acheté une maison rue de Paris, où Marc-Antoine, le dernier de leurs 13 enfants, est né.

Il fréquenta l’école de son quartier où il fit preuve de dispositions pour l’étude. Jean Hersan, principal du collège des Grassins à Paris, le fit admettre au collège du Plessis, alors réuni à celui de la Sorbonne à Paris. Il se perfectionnait dans la langue latine et en particulier dans la versification latine, discipline où il excellait dès l’âge de 21 ans. Sous la direction de Charles Gobinet, principal du collège, il fut reçu maître-ès-arts, soutint ses thèses de philosophie, et fut nommé docteur-régent en 1675. Ce cursus très honorable lui valut dès lors de professer les humanités au  collège du Plessis-Sorbonne dans la chaire de seconde.

### Le Maître de Rollin
Parmi ses élèves du  collège du Plessis-Sorbonne, Marc-Antoine Hersan remarqua un garçon nommé Charles Rollin (1661-1741) qui avait des dispositions prometteuses. Il lui donna des bases littéraires solides et bientôt le talent de l’élève dépassa celui du maître. En précédant son élève, Hersan fut nommé à la chaire de rhétorique du collège en 1681.

En avril 1684, Hersan entra dans les ordres et fut ordonné prêtre en 1686. En 1685, il reçoit la chaire d’éloquence au Collège Royal. Cette année-là, il devint précepteur de Camille le Tellier de Louvois, âgé de 9 ans, fils du ministre d’Etat, marquis de Louvois. Pour la mort du chancelier Michel le Tellier, il prononça une Oraison funèbre, seule pièce en prose qu’il ait fait éditer.

A Compiègne, on était fier de la carrière de celui qu’on appelait « le protégé de Louvois ». On le priait d’être parrain des nouveau-nés, il rédigeait des épitaphes ou des oraisons funèbres pour les religieux, il prit en charge l’éducation de deux de ses nièces orphelines qu’il fit entrer l’une chez les Dames de la Congrégation, l’autre à l’abbaye de Monchy.

À la mort de sa mère, il fit vendre les biens de Chevrières ce qui ne lui apportait pas une rente très importante. Avant de mourir (1691), Louvois le fit nommer prieur commendataire du prieuré de Saint-Germain de Larrey-lès-Dijon, ce qui lui fit percevoir un revenu suffisant pour vivre à Paris et pour y assurer ses charges. Sa générosité lui fit profiter de ces revenus pour créer des bourses en faveur d’étudiants compiègnois du collège de Dormans.

### Retraite à Compiègne
À la suite de la mort de Louvois, et à cause des soupçons de jansénisme que les Jésuites nourrissaient à son égard, il résolut de quitter Paris. Malgré tous les avantages que lui apportaient les fonctions qu’il occupait, Hersan décida de se retirer à Compiègne en 1698, en démissionnant de toutes ses charges entre 1694 et 1697, dès l’âge de quarante-cinq ans. Charles Rollin lui succéda dans la chaire de rhétorique, mais ce fut avec peine qu’il quitta son protégé Camille de Louvois.

A Compiègne il s’était lié d’amitié avec l’abbé Jacques Delaporte (1639-1708), clerc tonsuré et maître d’école, puis sous-diacre de l’église Saint-Antoine. Ils s’entraidaient pour conduire toutes les œuvres charitables dont les paroissiens avaient besoin. À sa mort, Jacques Delaporte légua tous ses biens aux pauvres de sa paroisse, à sa famille et ses meubles à Marc-Antoine Hersan qui les lui avait offerts.

En 1704, il échangea son prieuré de Larrey contre le prieuré de Saint-Martin-Longueau, moins éloigné de Compiègne, parce qu’il voulait exercer lui-même ses fonctions de prieur ; mais ce prieuré lui-même fut supprimé en 1707 et Hersan n’en recevra plus qu’une rente usufruitière.

En 1717 enfin, il entreprit la construction d’une école pour l’instruction des garçons pauvres de la paroisse Saint-Antoine, ainsi que deux autres écoles pour les filles des deux paroisses. Il avait aussi prévu un revenu pour l’entretien d’un maître dans la nouvelle école. Il prenait lui-même beaucoup de plaisir à aller enseigner les enfants pauvres.
Il rendit l’esprit dans sa maison de Compiègne le mercredi 11 octobre 1724. Il fut inhumé dans le cimetière de Saint-Antoine, au pied du mur de sa chère école.

L’école Hersan existe toujours à Compiègne (aujourd’hui rue Martel) et une rue porte le nom de son fondateur. Les cendres de celui-ci ont été transférées dans une chapelle de l’église Saint-Antoine, sous un très sobre monument.

## Œuvres
- « Gratulatio », compliments en vers à l’occasion des thèses de philosophie en Sorbonne de l’abbé Gaspard de Saulx-Tavannes (1670), de Léon Potier de Gesvres, reçu maître-ès-arts (1673), de Simon Arnauld de Pomponne qui rend visite au collège du Plessis (1675) [1].
- « Panégyrique de l’Ordre des Prêcheurs » prononcé au couvent des frères dominicains de Paris le 18 février 1672[2].
- « Oraison funèbre pour le maréchal de Turenne » prononcée au  collège du Plessis-Sorbonne en 1675 et dédiée au cardinal de Bouillon.
- « Gratulatio » compliment en vers à Charles Gobinet, principal du  collège du Plessis-Sorbonne à l’occasion de l’agrandissement du collège. Suivi d’un autre compliment à Claude Le Peletier, ministre d’Etat, dont deux fils étaient dans la classe de Marc-Antoine Hersan au  collège du Plessis-Sorbonne, (BNF 30599243), (BNF 30599254)
- Compliments en vers pour les thèses de philosophie de François Armand de Lorraine, futur évêque de Bayeux (1682), pièce de vers adressée à Armande Henriette de Lorraine-Harcourt, abbesse de Soissons (1682) et compliment à Michel le Tellier, chancelier, à l’occasion de la soutenance des thèses de Jean Armand Bazin de Bezons au  collège du Plessis-Sorbonne [1], (BNF 30599261), (BNF 30599262), (BNF 30599263)
- Pièce de vers adressée au roi pour la naissance de Louis de France, duc de Bourgogne (1682).
- Ode offerte à François de Harlay de Champvallon, archevêque de Paris[1], (BNF 30599253)
- Oraison pour les funérailles de Michel le Tellier, chancelier, Paris, 1686, in-4°, (BNF 32242075), (BNF 32242076), (BNF 30599256), (BNF 30599255), (BNF 30134604)
- Exercices sur les sacrements de pénitence et d’eucharistie, par des prières courtes et des élévations à Dieu, tirées des confessions de Saint-Augustin et de l’Évangile. Paris, Josset, 1707, in-12, (BNF 30599245), (BNF 30599249), (BNF 30599250), (BNF 30599244), (BNF 30599248), (BNF 30599246)
- Idée de la religion chrétienne où l’on explique succinctement tout ce qui est nécessaire pour être sauvé, Paris, François Jouenne, 1723 & 1735, in-12, (BNF 30599252), (BNF 30599251)
- Traduction de l’Imitation de Jésus-Christ, en forme de prière avec une table pour la lire tous les dimanches et pour s’en servir de règle dans tous les états de la vie, Paris, François Jouenne, 1712, 1735, 1740, in-12.
- Pensées édifiantes sur la mort, Paris, François Jouenne, 1722, in-12, (BNF 30599258), (BNF 30599259), (BNF 30599260)

## Sources
- Arthur Bazin, Notice biographique sur Marc-Antoine Hersan, professeur d'éloquence latine au Collège Royal de France (1895), 143 p., 4 pl., in-8°, 147 p., Henry Lefebvre, Compiègne[3], (BNF 30070868)
- Manuscrit de l’abbé Dirmant. Bibliothèque Saint-Corneille de Compiègne.